# (7538) Zenbei
(7538) Zenbei est un astéroïde de la ceinture principale.

## Description
(7538) Zenbei est un astéroïde de la ceinture principale. Il fut découvert le 15 novembre 1996 à Oizumi par Takao Kobayashi. Il présente une orbite caractérisée par un demi-grand axe de 2,36 UA, une excentricité de 0,19 et une inclinaison de 2,5° par rapport à l'écliptique.

## Compléments